# Twyfelfontein
Twyfelfontein (afrikaans Twyfelfontein ‚zweifelhafte Quelle‘) heißen eine Quelle und ein Tal in der Region Kunene in Namibia. Von den Damara als seinen früheren Bewohnern wurde das Tal „Uri-Ais“ (khoekhoegowab ǀUi-ǁaesKlicklaut ‚springende Quelle‘) genannt. Als 1947 weiße Farmer dort siedelten, fanden sie die Quelle nicht zuverlässig, wiederholt versiegend, und nannten sie daher „Twyfelfontein“. 1964 wurden die Farmen wieder aufgegeben; heute wird der Name Twyfelfontein für das gesamte Tal verwendet.
In dieser Gegend sind auf engem Raum tausende Felsbilder versammelt – sowohl als Felsmalereien wie insbesondere auch als Felsritzungen –, die von Kulturen der Mittelsteinzeit und der Jungsteinzeit stammen und zu den ältesten an einen Untergrund gebundenen Darstellungen in Afrika gehören. Über Jahrtausende wurde dieser Platz für Rituale genutzt, ab etwa 4.000 v. Chr. von den Jägern und Sammlern der Wilton-Kultur (benannt nach dem Fundort Wilton in Südafrika), seit etwa 2500 Jahren von den Khoikhoi.
Seit 2017 wurden westlich von Twyfelfontein am Huab an mindestens 200 weiteren Stellen bis zu 9000 weitere Felsbilder im Rahmen von Forschungsreisen der Deutschen Forschungsgemeinschaft entdeckt.

## Felsbilder
In der Umgebung von Twyfelfontein sind insgesamt über 2500 Bilder auf über 200 Felsplatten beschrieben worden. Diese Felsbilder wurden auf verschiedene Weise hergestellt. Neben Felsmalereien, bei denen farblich kontrastierende Materialien auf Steinflächen, hier glatten Platten aus Sandstein, aufgetragen wurden, sind es vor allem Felsgravierungen oder Petroglyphen, bei denen durch Abtragen von Material eine Vertiefung in den Stein gearbeitet wurde. Dabei wurde hier wohl weniger das Eintiefen als solches in den rostbraunen Fels als vielmehr das Aufdecken andersfarbigen helleren Grundes unter der Oberfläche für eine grafische Darstellung genutzt.
Bei den Felsgravuren konnte durch stellenweises Abtragen oberer Flächen, ähnlich einem Sgraffito, in diesem rostend gealtert und rosig-braun gewordenen Sandstein eine darunter liegende, der Farbe nach andere Schicht frei gelegt werden; dafür reichten dann schon wenige Millimeter tiefe Einkerbungen. Die hinein gekratzten Ritzungen hatten also nicht nur haptisch, sondern auch visuell neben dem Schattenwurf einen farblich deutlichen Kontrast, so dass zusätzliche Pigmentierungen (wie bei manchen Petroglyphen andernorts) nicht nötig waren, um die an dieser Stelle hinterlassenen Spuren eindrucksvoll erscheinen zu lassen.
Das Tal wurde 1952 zum Nationalen Denkmal erklärt, nachdem zahlreiche der gravierten Felsen entwendet worden waren. Von wem sie während der Kolonialzeit „entdeckt“ beziehungsweise erstmals dem europäischen Kulturkreis berichtet wurden, ist nicht geklärt; je nach Quelle wird der Landvermesser Volkmann oder sein Kollege Reinhard Maack genannt.

### Altersbestimmung
Die genaue Bestimmung des Entstehungsalters der Gravuren ist schwierig, da der Zeitraum nur anhand indirekter Anhaltspunkte wie der Oberflächenverwitterung geschätzt werden kann. Das in dem Sandstein befindliche Element Eisen jener Sedimente, die schon vor der Verfestigung dieser Steinformation jedes einzelne damals noch lose Sandkorn umgaben, verleiht den Felsoberflächen durch das im dauernden Kontakt mit sauerstoffhaltiger Luft entstandene Eisenoxid an den unbearbeiteten Stellen eine rostige, dunkelrotbraune Färbung.
Durch die Oberflächenbearbeitung erscheinen die Darstellungen in einer deutlich helleren Färbung, doch mit zunehmendem Alter nimmt der Kontrast ab und so nähert sich die durch die Gravur entstandene Verfärbung wieder der Färbung des unbearbeiteten Felsens an. Zurück bleibt dann die in den Stein gearbeitete Vertiefung; sie wird durch Abwitterung und Erosion der benachbarten Oberfläche mit der Zeit flacher. Die Geschwindigkeit dieser Prozesse hängt von der Bewitterung ab, den Wetterbedingungen und weiteren Verwitterungsfaktoren, die für Namibia bislang niemand genau anzugeben vermochte. Berücksichtigt werden muss darüber hinaus, dass das im Sandstein befindliche Eisenoxid an der freigelegten Oberfläche des Steins nach einiger Zeit eine spezielle Schicht bildet, die als Wüstenlack bezeichnet wird und welche den weiteren Verwitterungsprozess dann deutlich verzögert. Man nimmt heute an, dass die Gravuren in sechs verschiedenen Perioden geschaffen wurden. Die ältesten Felsbilder werden auf bis zu 24000 v. u. Z. geschätzt, die jüngsten Sgraffiti fallen in unsere Zeit.

### Herstellungstechniken

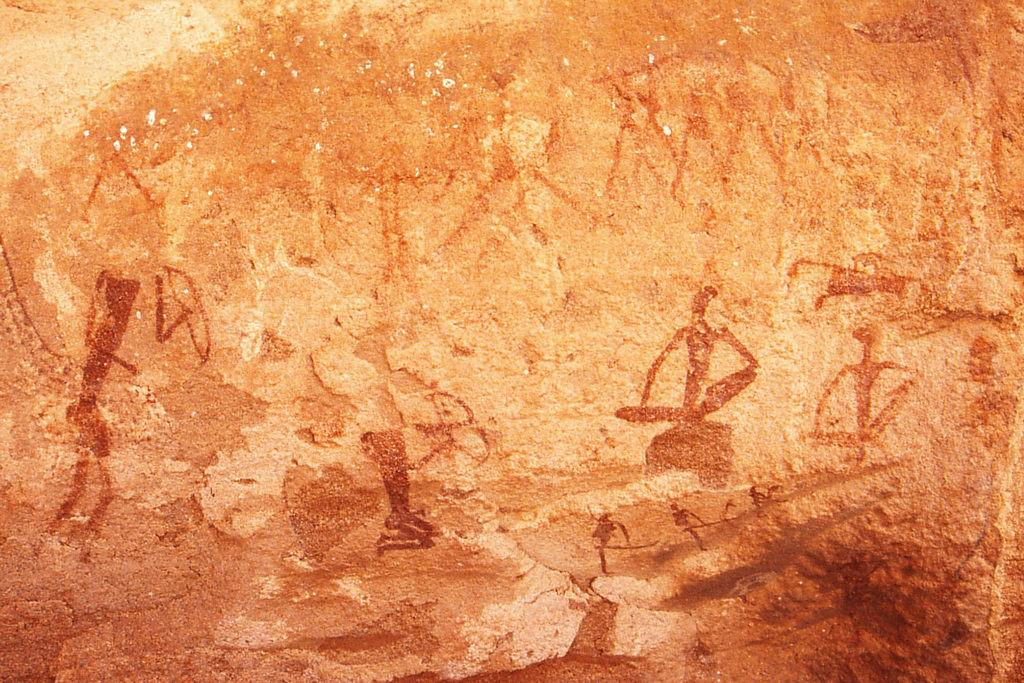
Witterungsschichten von Felszeichnungen

Die Gravierungen sind ohne Metallwerkzeuge hergestellt worden. Das muss ziemlich mühsam gewesen sein, auch wenn die Felsplatten damals wahrscheinlich noch etwas weicher waren als heute, da sie wohl noch nicht so stark wie heute mit jener harten, Wüstenlack genannten Schicht überzogen waren. In der Umgebung der Gravuren sind zahlreiche Quarzsplitter gefunden worden und noch zu finden. Man nimmt daher an, dass die Werkzeuge, mit denen die Felsen bearbeitet wurden, aus diesem Material waren.

### Motive der Felsbilder

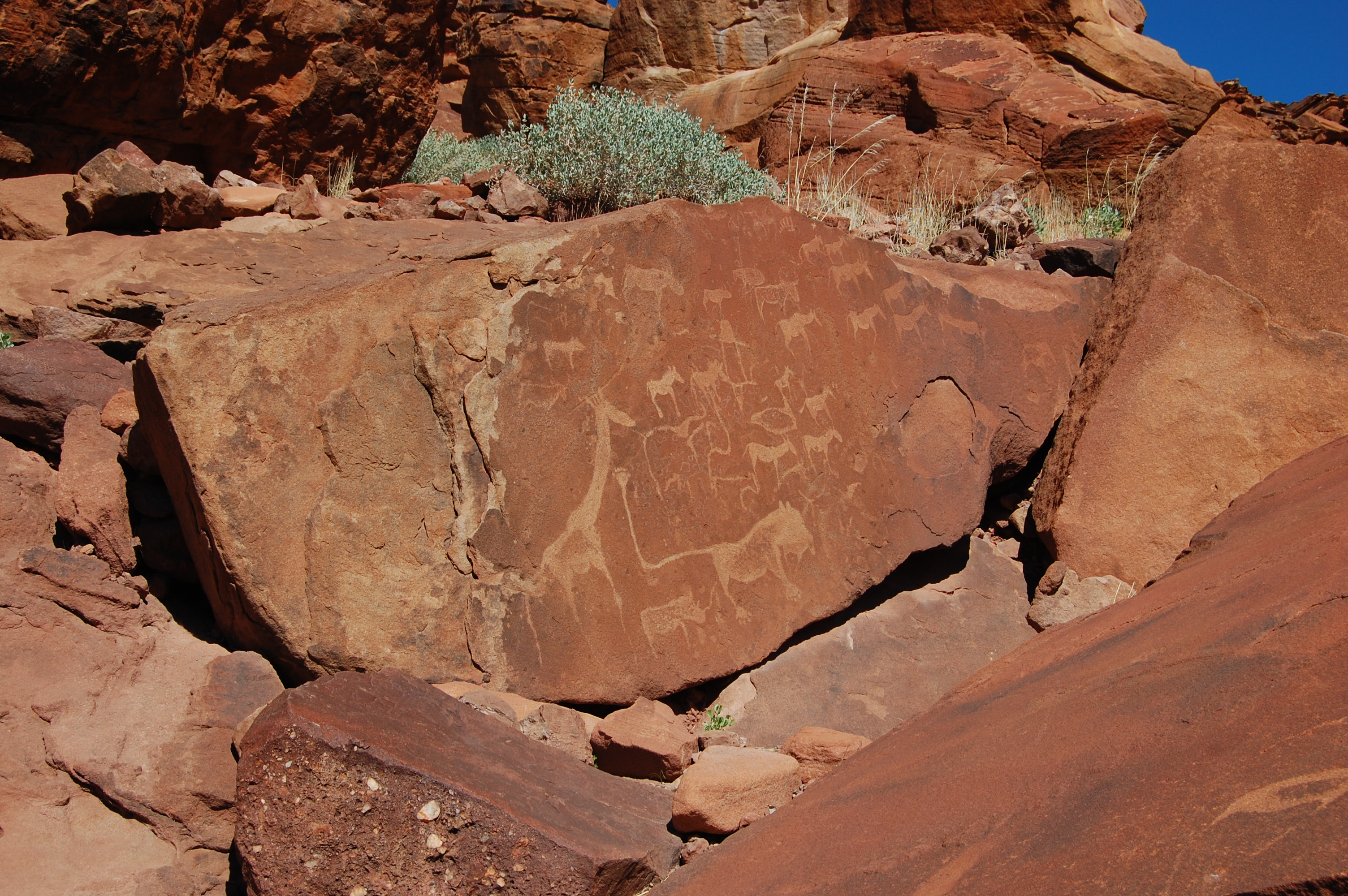
Gravuren der „Löwenplatte“

Die Zeichnungen stellen überwiegend Jagdszenen dar. Die Jäger erscheinen mit Pfeil und Bogen ausgerüstet. Bei den dargestellten Tiere scheinen es vor allem Giraffen, Antilopen, Zebras und auch Löwen zu sein; auch das inzwischen fast ausgerottete Breitmaulnashorn ist wohl abgebildet. Erstaunlich ist die Abbildung einer Robbe, hier, fast 100 Kilometer vom Meer entfernt. Neben den Tierbildern, die oft ein Tier zusammen mit seiner Fährte zeigen, gibt es auch nicht wenige Zeichnungen abstrakter Art. Deren Bedeutung konnte aber bisher verständlicherweise nur unvollständig erschlossen werden. Für die Tierszenen wird angenommen, dass sie nicht ausschließlich kultischen Zwecken, sondern wahrscheinlich auch dem Unterricht von Kindern beziehungsweise der Einweisung von Jägern dienten.

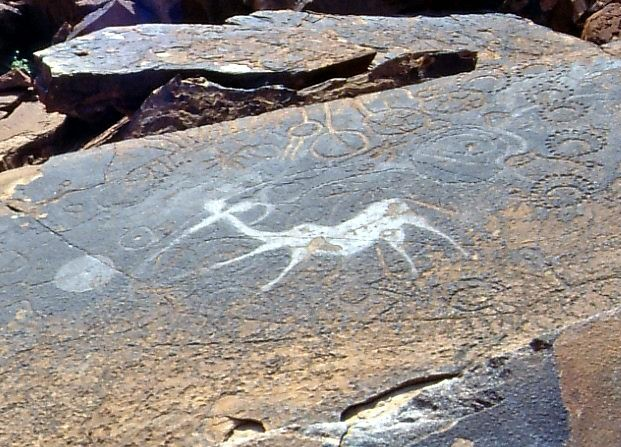
Gravur „Tanzender Kudu“

Recht bekannt geworden sind besonders zwei Gravuren: der Tanzende Kudu, als die ca. 20 cm große Darstellung eines Fabelwesen in tanzender Haltung, das manche an eine Antilope wie den Kudu erinnert, und die Löwenplatte, die einen großen Löwen mit mächtigen Pranken zu zeigen scheint, der dann durch seinen rechteckig abgeknickten Schwanz ins Auge fällt.
Unter einem großen überhängenden Block, möglicherweise einem Abri, sind viele der erhaltenen Felsmalereien zu finden.

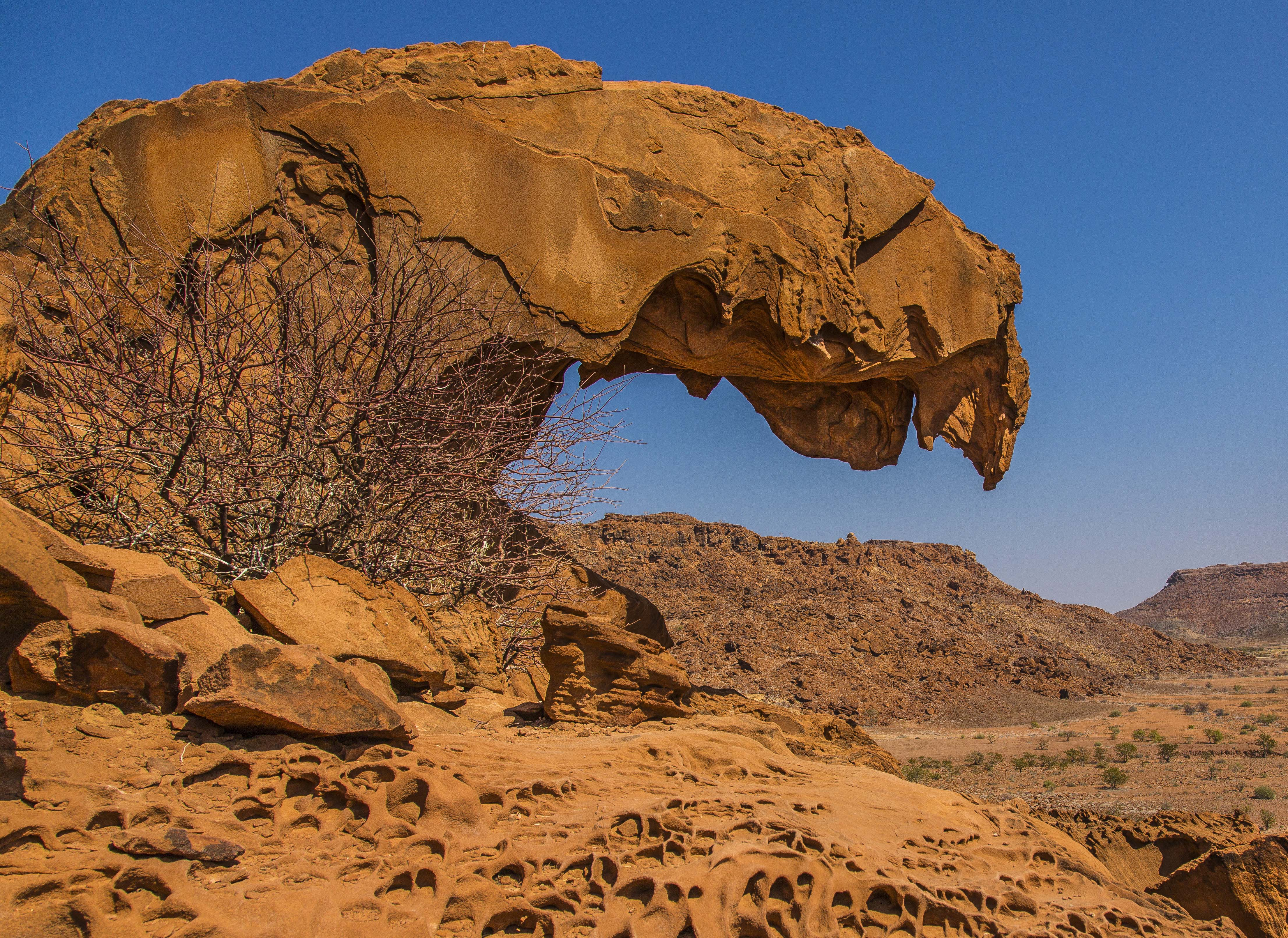
„Löwenmaul“ genannter Felsen mit Tafoni-Verwitterung in Twyfelfontein

Auch schon die durch Wind und Wetter aus der Erde gearbeiteten, natürlich entstandenen Felsformationen bieten in diesem Tal Formen, die zur Imagination verführen können.

## Touristisches
Diese Dokumente menschlicher Geschichte sind für Touristen heute über einen Bergpfad zugänglich. Die Felsbilder dürfen nur noch in Begleitung eines Führers aufgesucht werden, um einem Vandalismus und weiteren Diebstählen vorzubeugen.
Im Tourismusjahr 2009/10 haben 57.058 Besucher das Weltkulturerbe besichtigt.

## Film
- Schätze der Welt – Erbe der Menschheit. Die Felsgravuren von Twyfelfontein, Namibia – Verschlüsselte steinerne Botschaft. Fernsehreportage, 2008, 14:31 Min., Buch und Regie: Christian Romanowski, Produktion: SWR, Erstsendung: 23. Dezember 2008, Inhaltsangabe